# Microstomum lineare
Microstomum lineare är en plattmaskart. Microstomum lineare ingår i släktet Microstomum och familjen Microstomidae. Inga underarter finns listade i Catalogue of Life.